# Hôtel Siru
L'Hôtel Siru (initialement appelé Nord Hôtel) est un hôtel de voyageurs de style moderniste et Art déco édifié par l'architecte Marcel Chabot sur le territoire de la commune de Saint-Josse-ten-Noode dans l'agglomération urbaine de Bruxelles, en Belgique.

## Localisation
Bloqué entre les hautes silhouettes de l'hôtel Sheraton et de la Tour Rogier, l'Hôtel Siru se situe à l'angle de la rue du Progrès et de la rue des Croisades, au coin de la place Rogier, entre la petite ceinture et la Gare de Bruxelles-Nord, dans le Quartier Nord.
Il se dresse face au Palace Hôtel édifié en style Art nouveau par Adhémar Lener en 1909 et à l'Hôtel Albert Ier, immeuble de style Art déco édifié par l'architecte Michel Polak en 1929.

## Historique
C'est en 1932 que le Nord Hôtel est érigé pour le compte de la Société immobilière rurale et urbaine par l'architecte Marcel Chabot qui vient de terminer à la place de Brouckère le Cinéma Eldorado célèbre pour son décor d'inspiration coloniale composé de reliefs dorés de style Art déco dus aux sculpteurs Wolf et Van Neste, qui illustrent la vie au Congo belge dans les années 1930.
Rebaptisé Hôtel Siru, puis New Hotel Siru, l'hôtel fait l'objet d'une importante restauration en 1989-1990 visant à en moderniser l'intérieur et à le transformer en une sorte d'hôtel-musée ou d'hôtel artistique,,. Les chambres et le restaurant sont alors décorés par plus de 130 artistes belges, peintres et sculpteurs, parmi lesquels Roger Somville, Roger Raveel, François Schuiten et Mark Verstockt,.
En façade, la restauration de 1990 ajoute au dôme de la travée d'angle un décor au néon dû au sculpteur F. Flauch.
En 2017, l'hôtel fait l'objet d'une nouvelle restauration qui enlève le décor au néon du dôme et remplace les bandes de couleur bordeaux par des bandes de couleur noire.

L'Hôtel Siru avant la rénovation de 2017
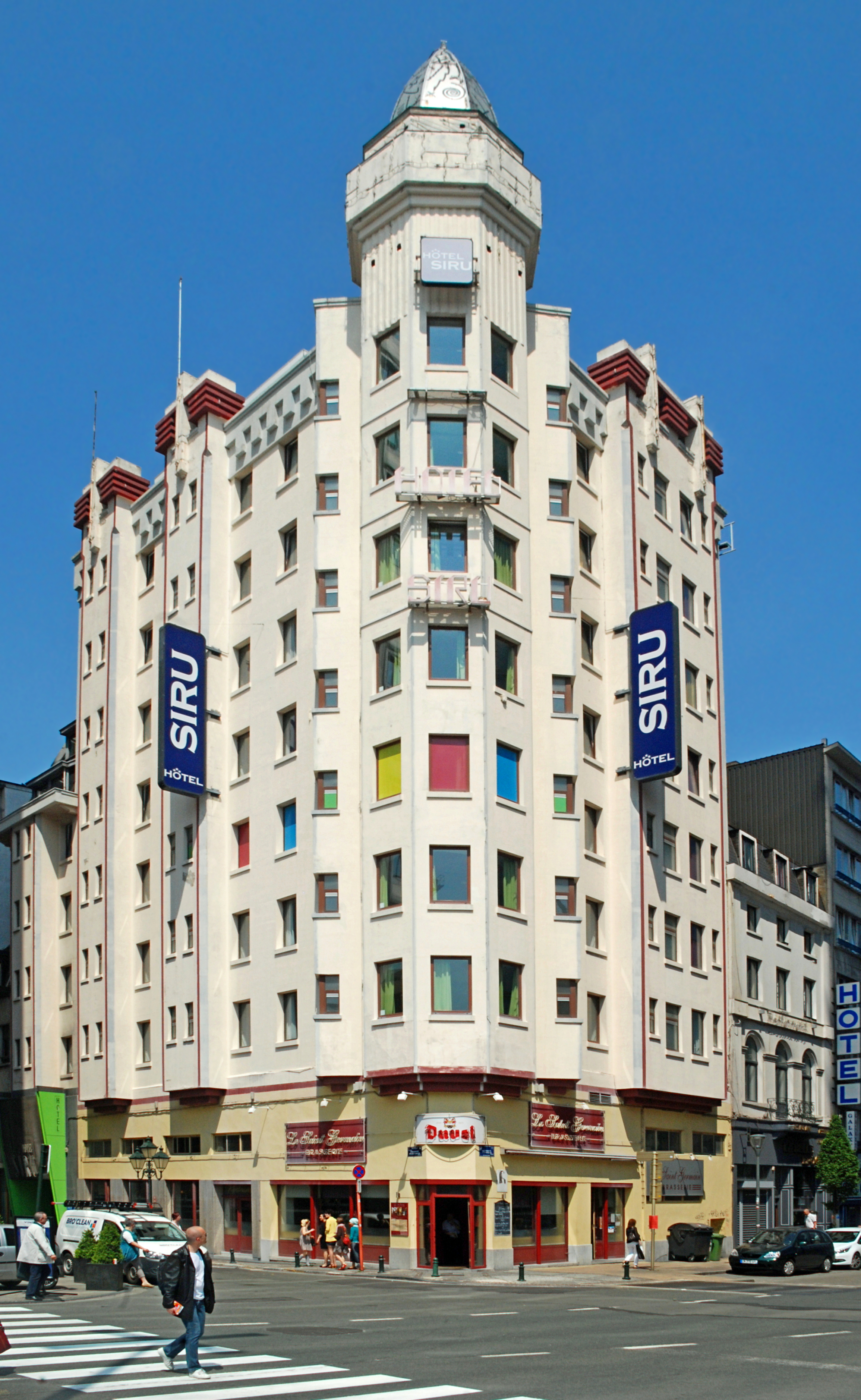
Vue depuis la place Rogier.
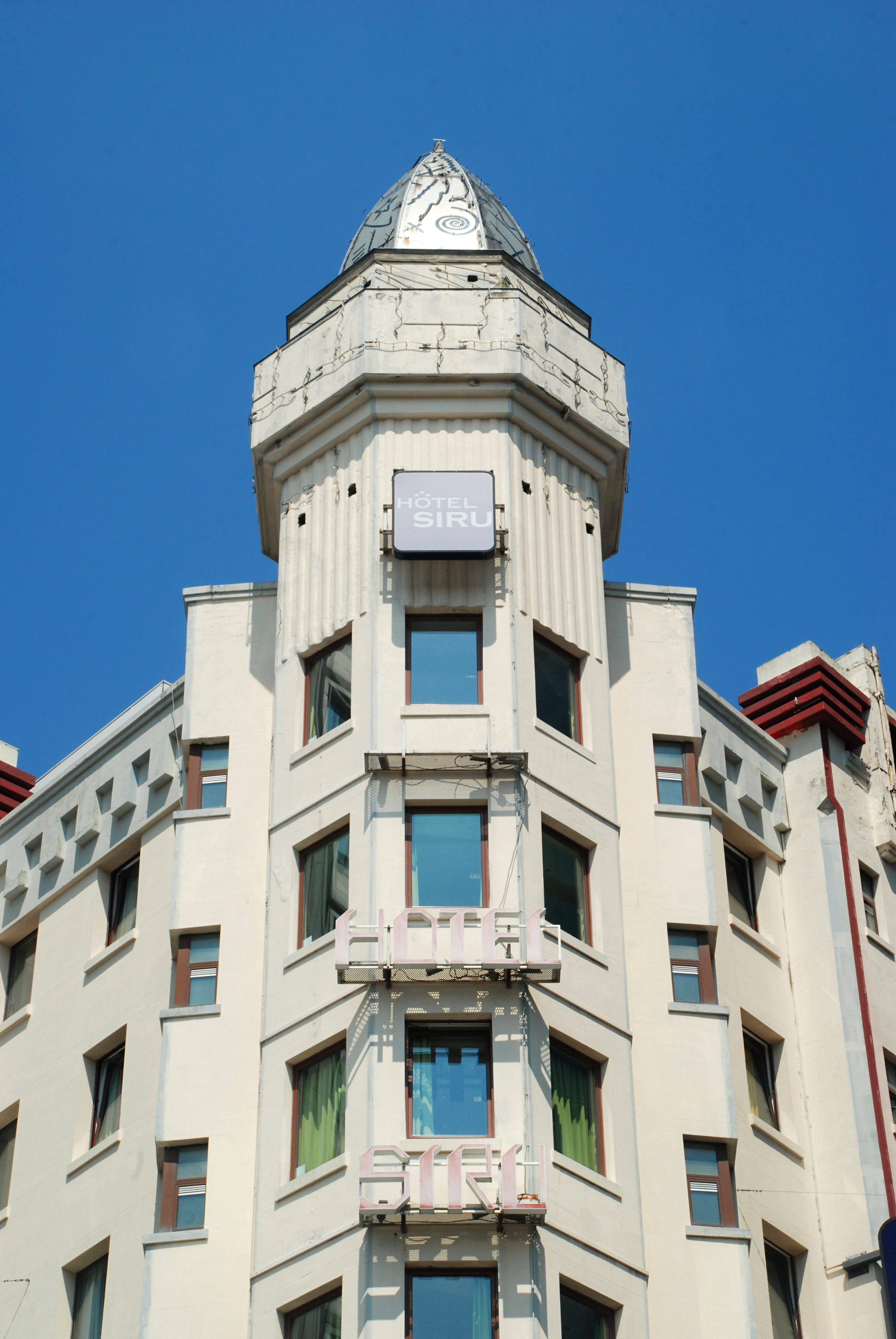
Détail de la tourelle d'angle.
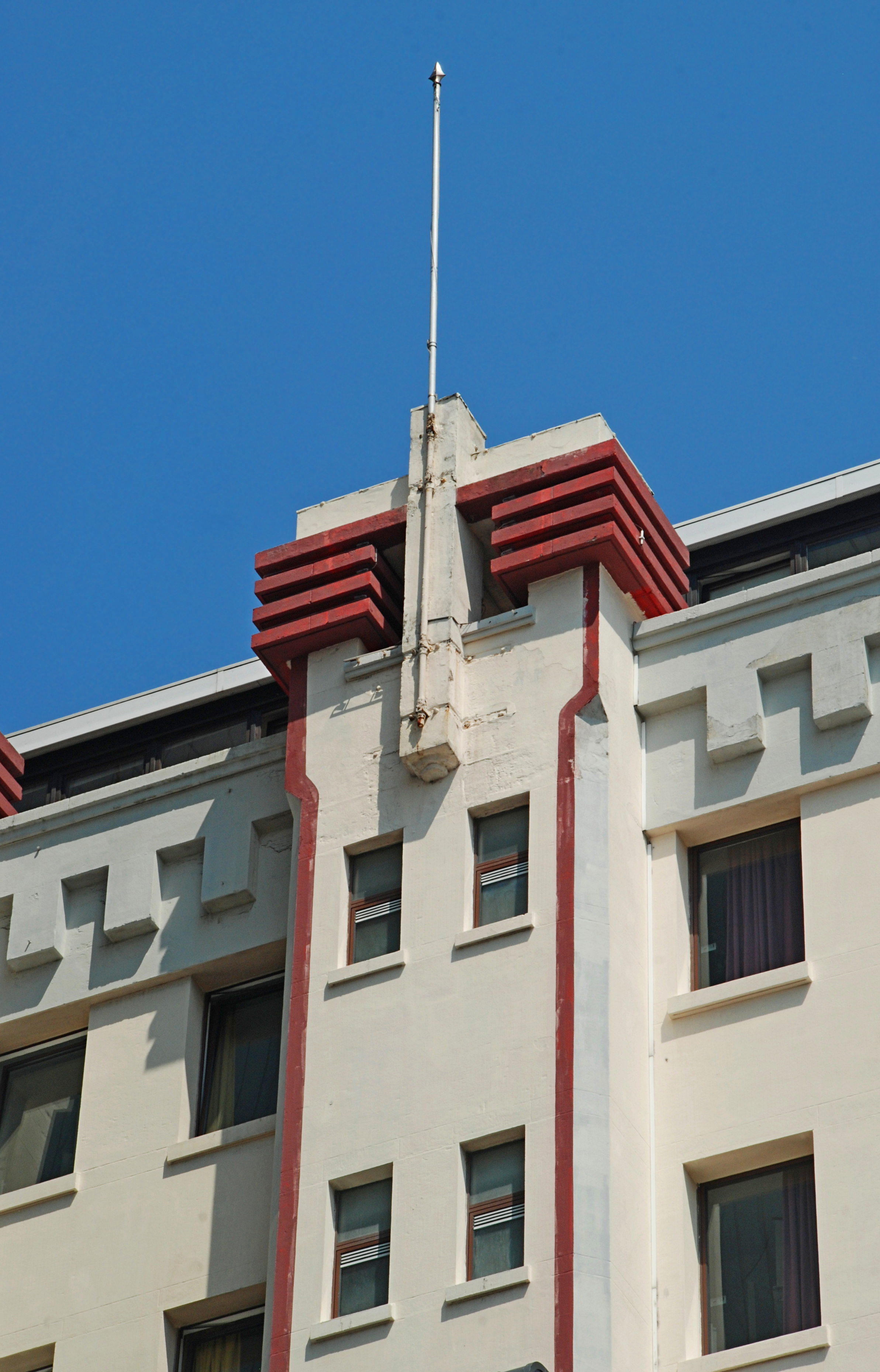
Amortissement.

## Architecture
L'hôtel Siru présente une haute façade enduite et peinte de huit niveaux, avec un entresol intégré au rez-de-chaussée.
Sa silhouette est dominée par sa tourelle d'angle surmontée d'un dôme.
Cette tourelle polygonale de trois travées sépare la façade de la rue du Progrès, qui compte sept travées, et celle de la rue des Croisades, qui en compte douze, dont quatre plus basses.
La façade de la rue du Progrès est animée par un oriel triangulaire et un oriel de section rectangulaire, tandis que celle de la rue des Croisades compte un oriel triangulaire et trois oriels rectangulaires.
Les trois plus grands oriels rectangulaires sont chacun surmonté d'un amortissement orné de motifs géométriques saillants portant des hampes de drapeau, une des variations sur le thème des paquebots transatlantiques qui ont valu au modernisme le surnom de style paquebot, aux côtés de la tour qui évoque la cheminée d'un paquebot et des balcons courbes semblables à des bastingages.
La base, les côtés et les amortissements des oriels étaient peints avant la rénovation de 2017 en couleur bordeaux, ce qui conférait à l'ensemble une polychromie discrète mais chaleureuse. La rénovation de 2017 remplace la couleur bordeaux par la couleur noire et la supprime de la base des oriels, ce qui rend les façades de l'hôtel un peu plus austères.

L'Hôtel Siru après la rénovation de 2017
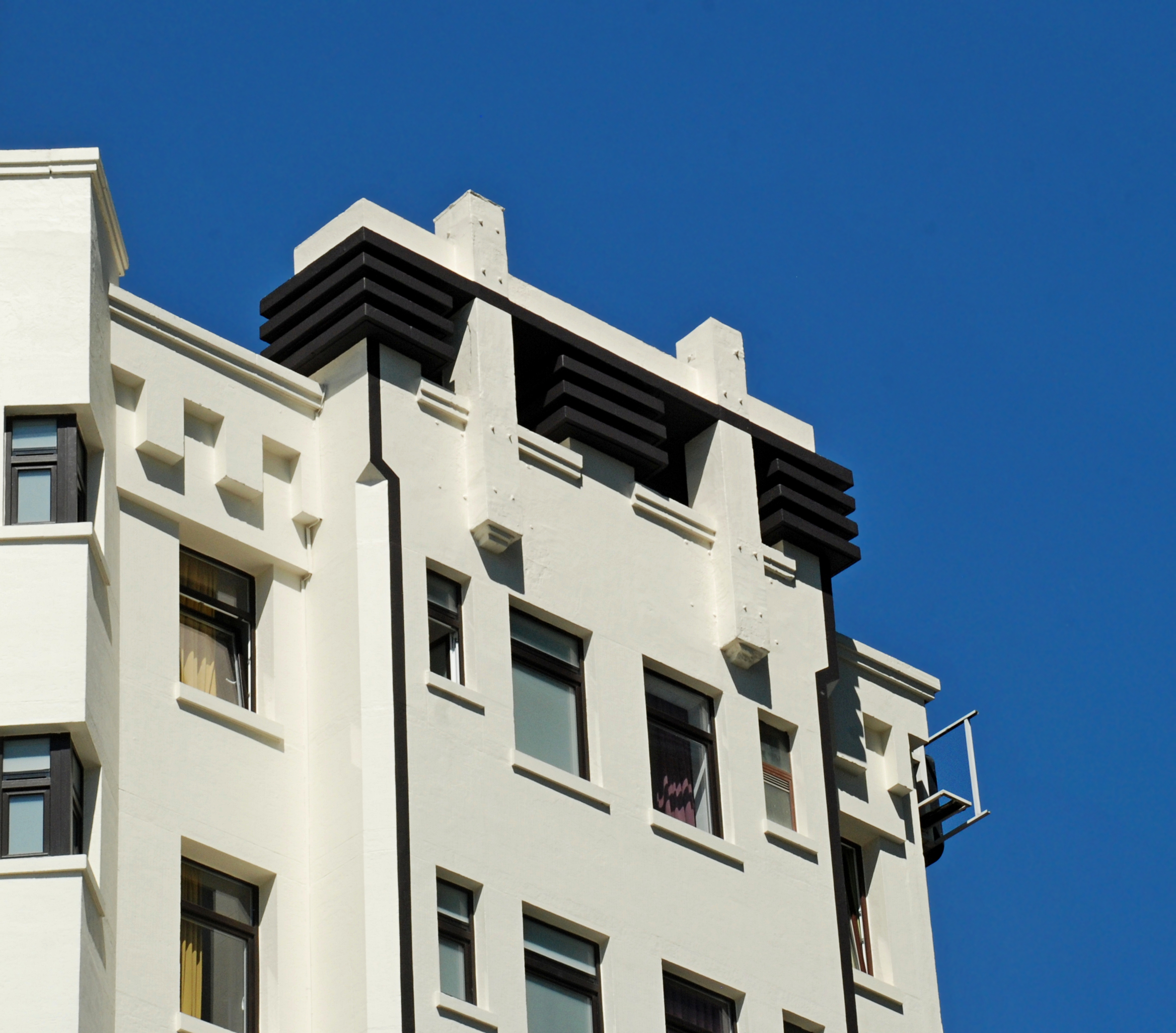
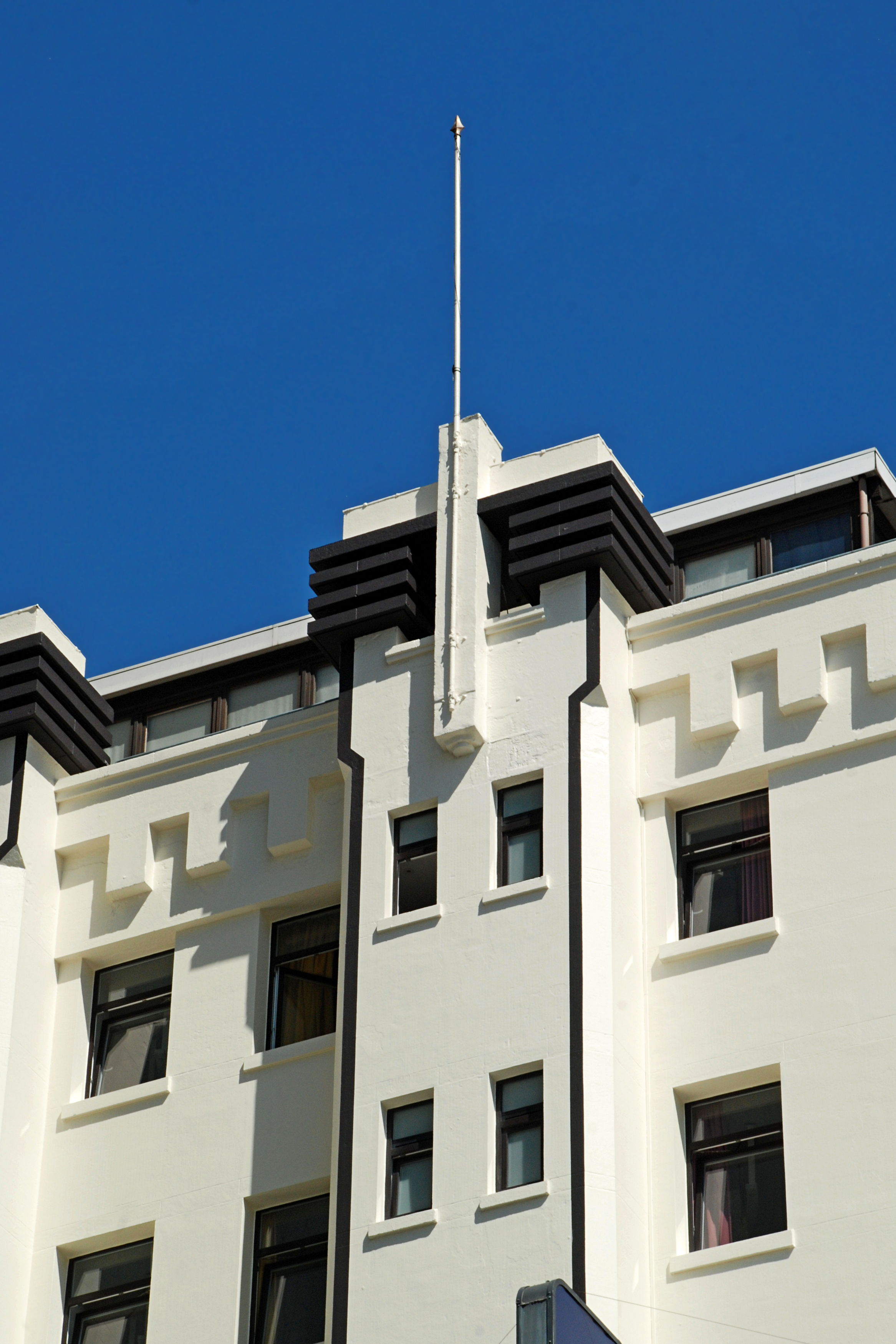
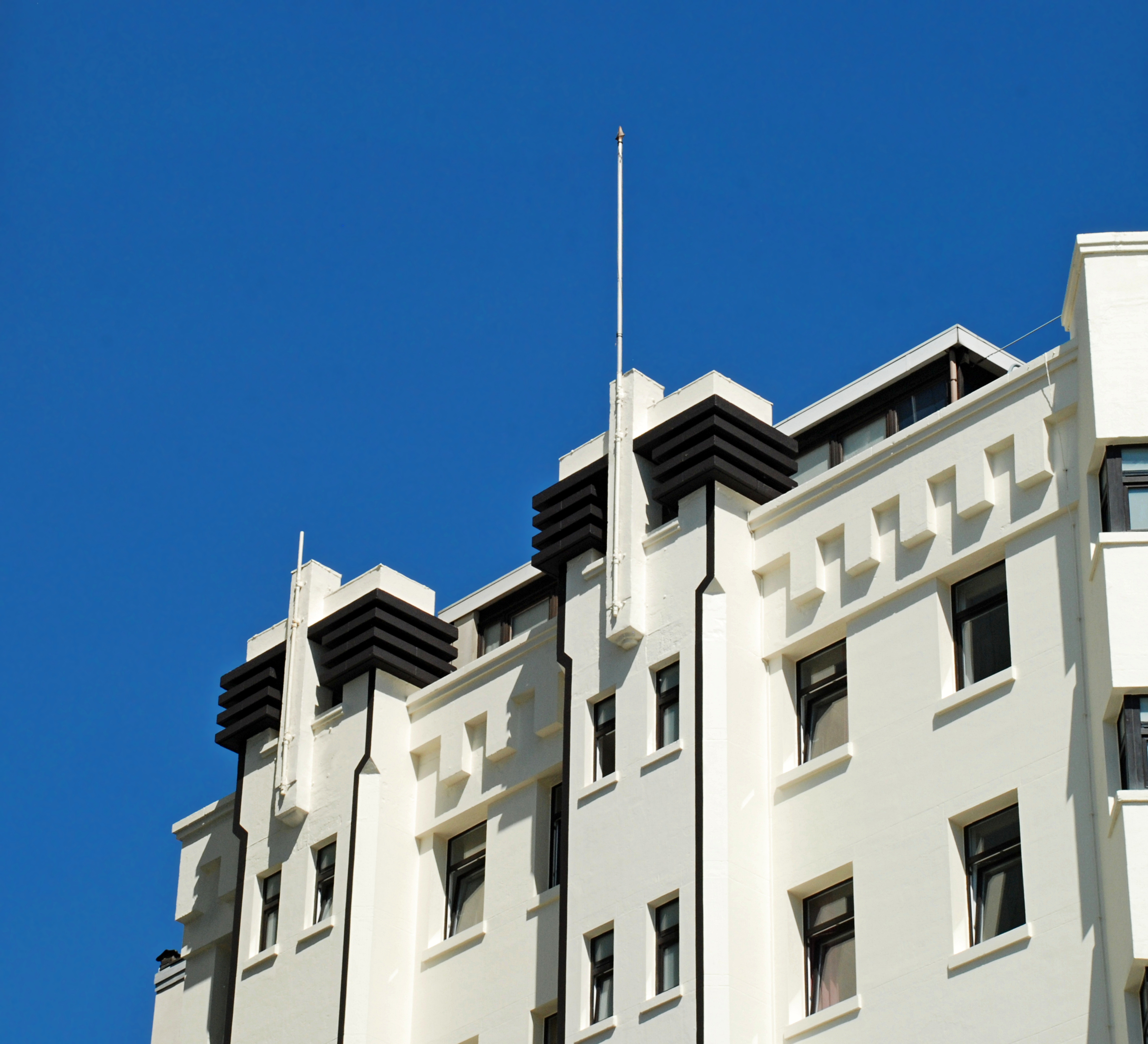

## Accessibilité
| ___ | Ce site est desservi par la station de métro : Rogier. |

 Ce site est desservi par la station de prémétro Rogier.